# インモラル女医
『インモラル女医』（インモラルどくたー、原題：Point of Seduction: Body Chemistry III）は、ジム・ウィノースキーが監督を務めた1994年のアメリカのエロティック・スリラー映画。

## 概要
1992年に製作された『ボディ・トーク（Body Chemistry II: Voice of a Stranger）』の続編。映画プロデューサーが、自己保身のための二度の殺人に関与する謎の女と関係を持つというエロティック・スリラー作品。

## あらすじ
映画プロデューサーのアラン・クレイは、テレビに出演している心理学者アーチャー博士の映画を作りたいと考えていた。彼女への執着が原因で、正当防衛とはいえ2人の男が死んでいるという彼女の過去に興味が湧いたからであった。
映画製作のためにクレアとの交流を深めていったアランであったが、彼女の方がアランに惚れ、彼女から誘惑されてしまう。誘惑には勝てずに、妻のベスには隠したまま、アランは不倫の関係に陥ってしまう。
一方、企画された映画の脚本家は、独自の調査により彼女が皆が考える以上に殺人を犯しているかもしれないと疑い始める。さらに、ベスが映画の中でアーチャー博士役を演じたいと言い出し、事態は複雑化していく。

## キャスト
- アラン・クレイ - アンドリュー・スティーヴンス：映画プロデューサー
- ベス・チャイニー - モーガン・フェアチャイルド：アランの妻
- フレディ・サマーズ - チック・ヴェネラ（英語版）
- クレア・アーチャー - シャリ・シャタック（英語版）：心理学者。謎多き女性。
- ボブ・シブレー - ロバート・フォスター
- フラニー・シブレー - ステラ・スティーヴンス
- Wilhemina - デリア・シェパード
- DJ - ジョン・リンドストローム（英語版）
- クリッシー - Antonia Dorian
- マーガレット - Becky LeBeau
- バジー - Lenny Juliano
- エスメラルダ - Dorrie Thomson
- レオナ - Felicia Laura
- レスリー - キャリー・スティーヴンス（英語版）

## 製作
製作総指揮を担当したロジャー・コーマンの製作会社Concorde-New Horizonsのもとで、ジム・ウィノースキーが監督を務めた。アンドリュー・スティーヴンスは、主人公の映画プロデューサーを演じただけでなく、製作陣にも名を連ねた。主人公が恋に落ちる謎の女性であるクレア・アーチャー博士をシャリ・シャタックが演じ、主人公の妻ベスをモーガン・フェアチャイルドが演じている。

## 公開
1994年にニュー・ホライズンズ・ホーム・ビデオ社によってオリジナルビデオ作品としてリリースされた。

## シリーズ
本作は、『Body Chemistry』シリーズ4部作のうちの3作目。
1. 1990年：『最も危険な挑発（Body Chemistry）』
2. 1992年：『ボディ・トーク（Body Chemistry II: Voice of a Stranger) 』
3. 1994年：『インモラル女医（Point of Seduction: Body Chemistry III）』
4. 1995年：『不倫法廷2（Body Chemistry 4: Full Exposure）』